# Französische Kronjuwelen

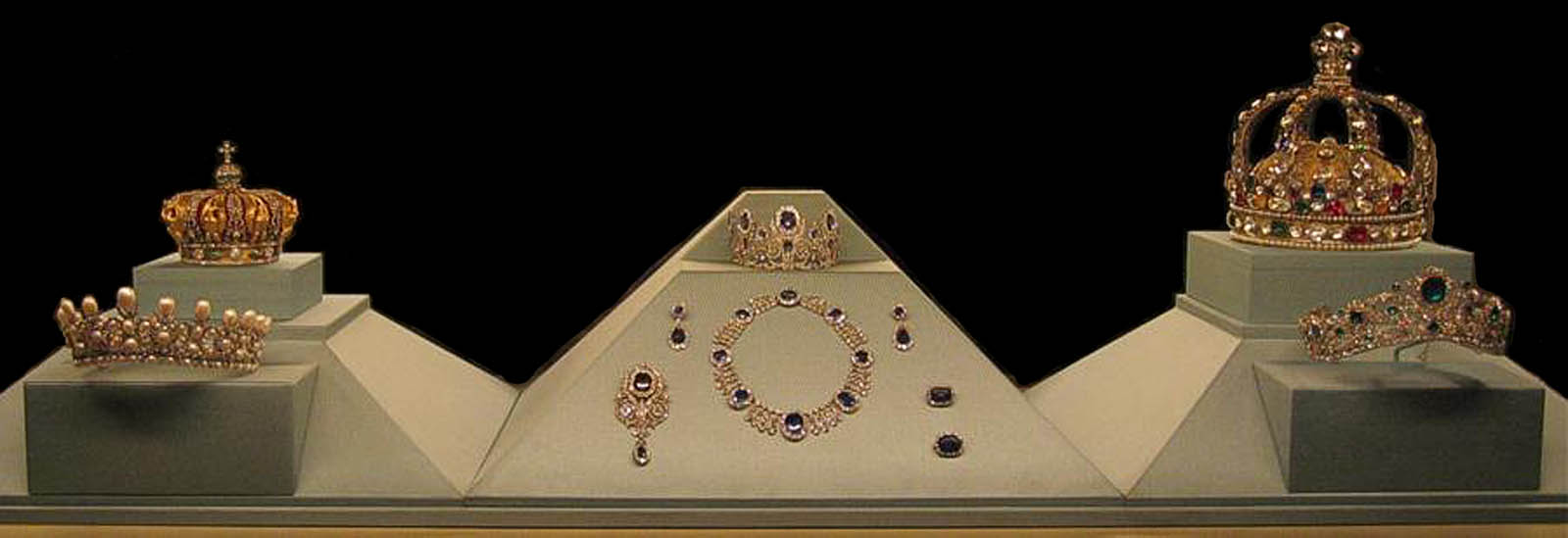
Französische Kronjuwelen in einer Vitrine im Museum Louvre mit der Krone und dem Diadem von Kaiserin Eugenie auf der linken Seite, der Sammlung von Königin Marie Amélie in der Mitte und der Krone von König Ludwig XV. auf der rechten Seite mit dem Diadem der Herzogin von Angoulème.

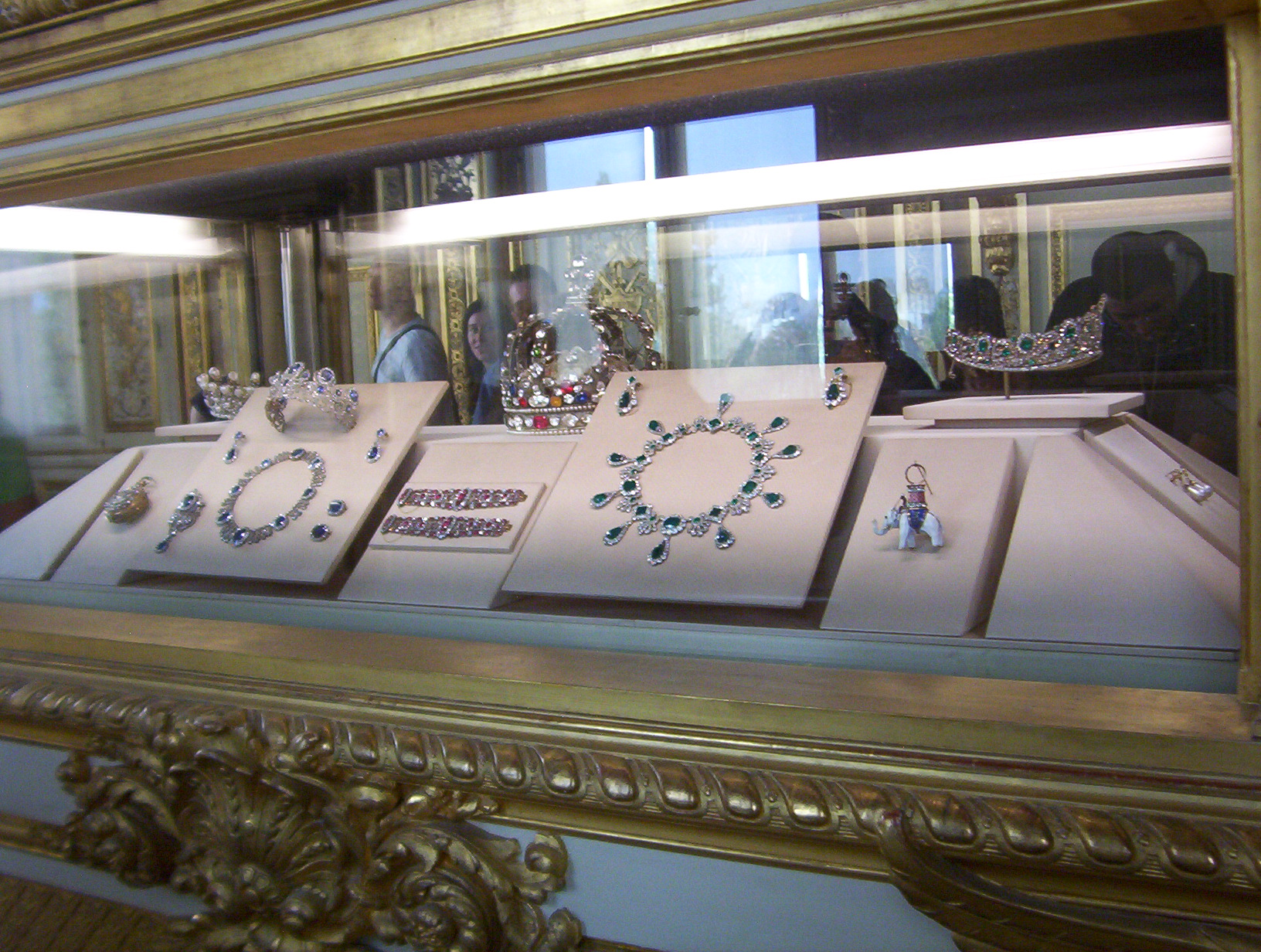
Der Côte-de-Bretagne, roter Spinell mit der Sammlung von Königin Maria Amalia zur linken Seite, den Armbändern und Diadem der Herzogin von Angoulème in der Mitte sowie oben rechts liegend und dazwischen liegend die Sammlung von Joséphine de Beauharnais.

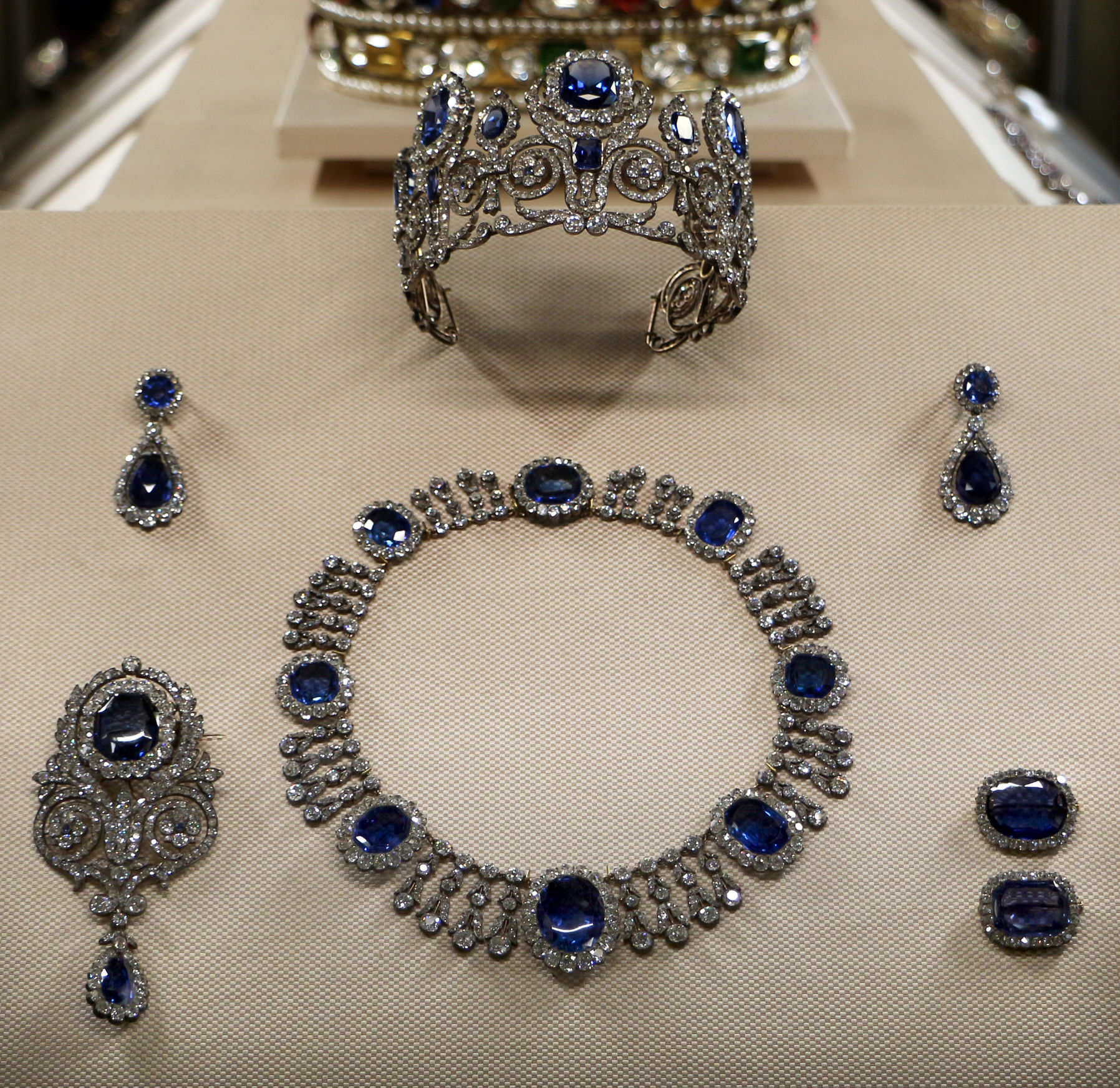
Saphir-Sammlung von Königin Maria Amalia

Die französischen Kronjuwelen waren die Regalien des Königreichs Frankreich.
Sie bestanden aus Kronen, Reichsäpfeln, Szeptern, Diademen und Juwelen. Im Laufe der Jahrhunderte im Mittelalter und der Neuzeit vergrößerte sich die Sammlung. Während der Dritten Französischen Republik wurde die Sammlung 1885 geteilt und viele Gegenstände der Französischen Kronjuwelen wurden verkauft. Die nicht veräußerten Bestandteile der Sammlung befinden sich überwiegend in der Galerie d’Apollon im Louvre in Paris. Neben den verbliebenen historischen Kronen und Diademen befinden sich dort die Diamanten Regent und Sancy sowie der rote Spinell Côte-de-Bretagne, der in Form eines Drachen geschliffen ist. Weitere Schmucksteine und Juwelen, wie der Smaragd Ludwigs IX., der Saphir Ruspoli und die Diamantennadeln von Marie-Antoinette, werden im Muséum national d’histoire naturelle in Paris aufbewahrt.

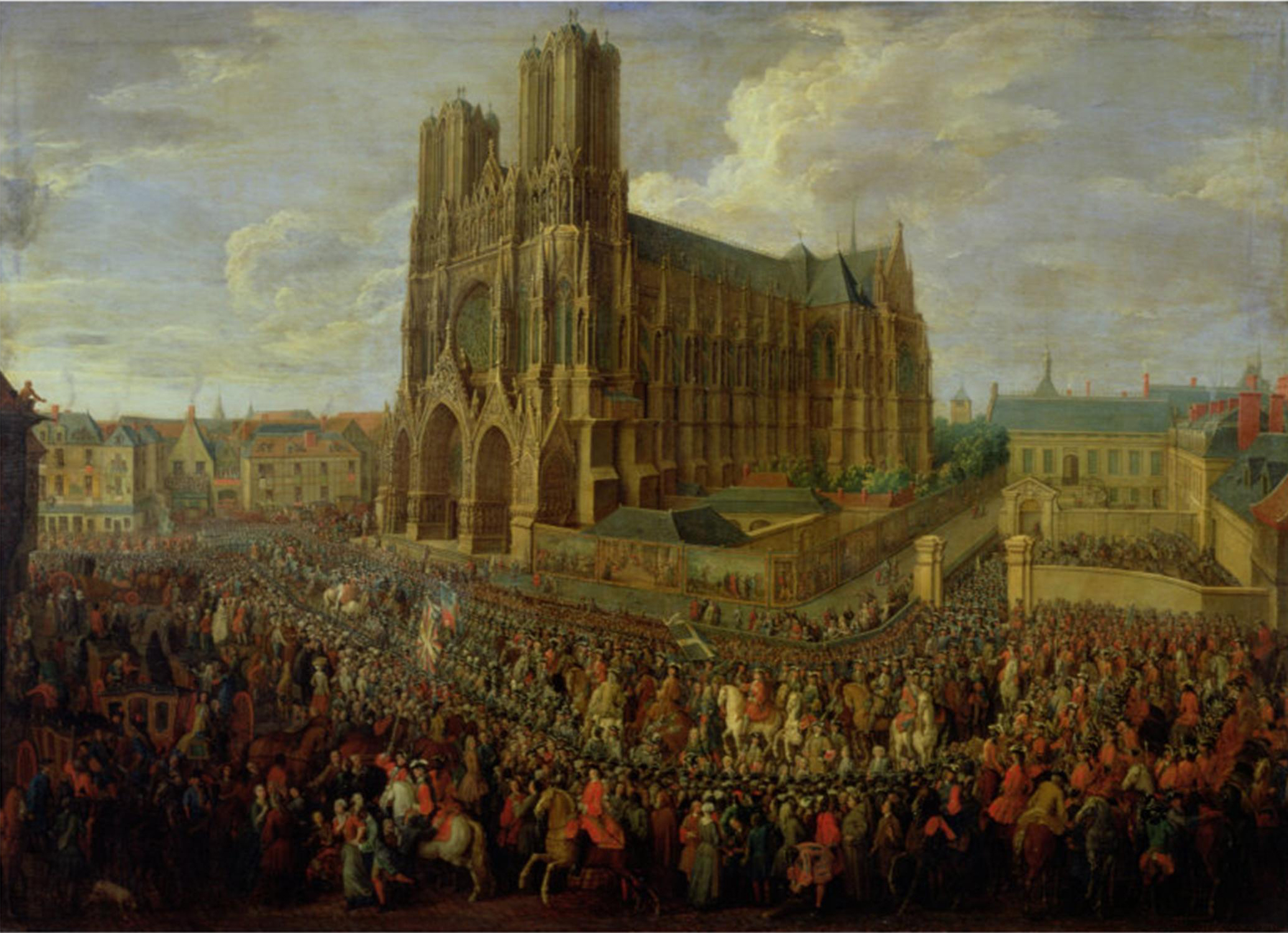
Prozession Ludwigs XV. nach seiner Krönung in der Kirche Notre-Dame de Reims, dem traditionellen Ort der Krönungszeremonien der Könige von Frankreich
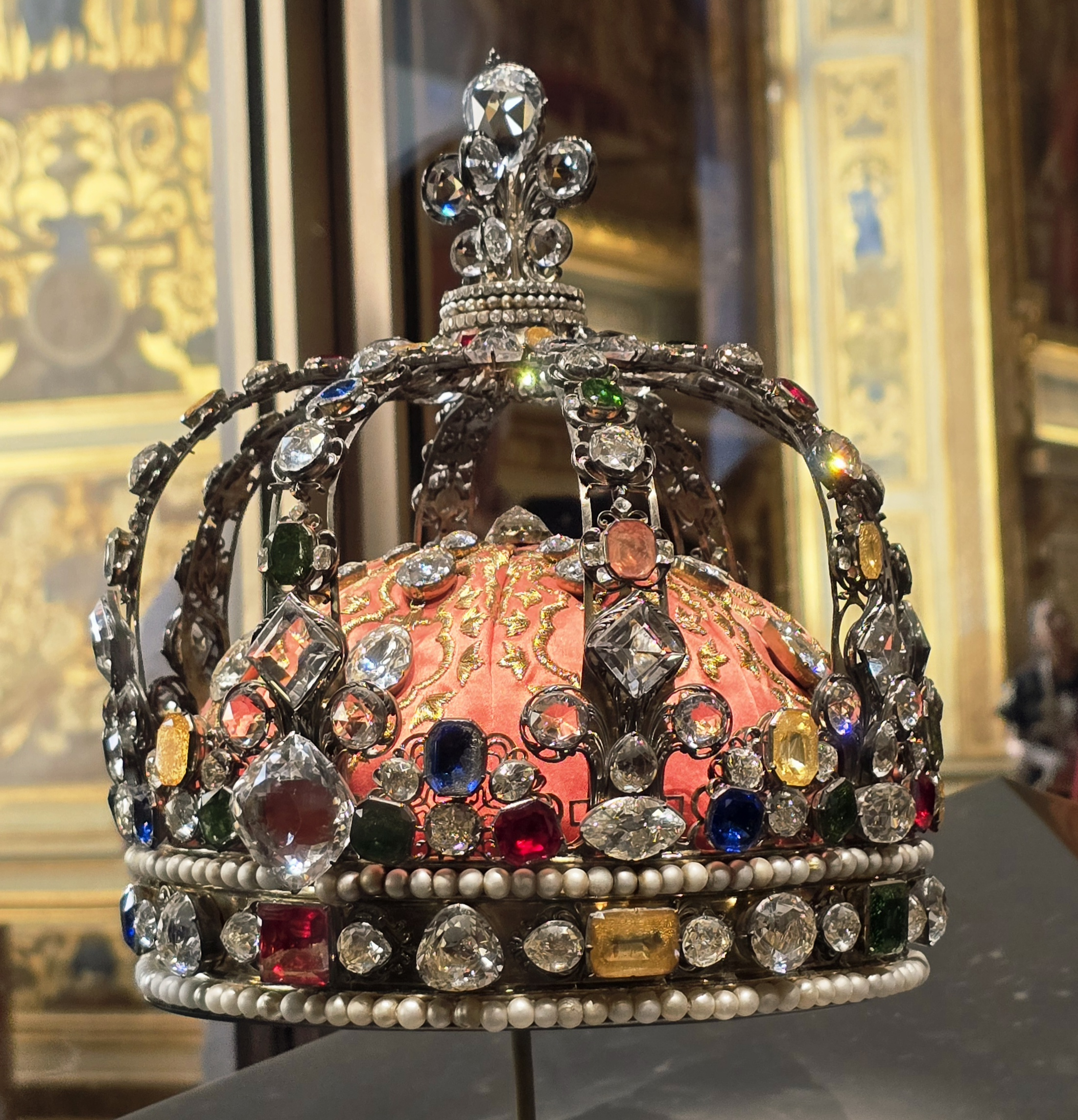
Krone Ludwigs XV., 1722, im Louvre
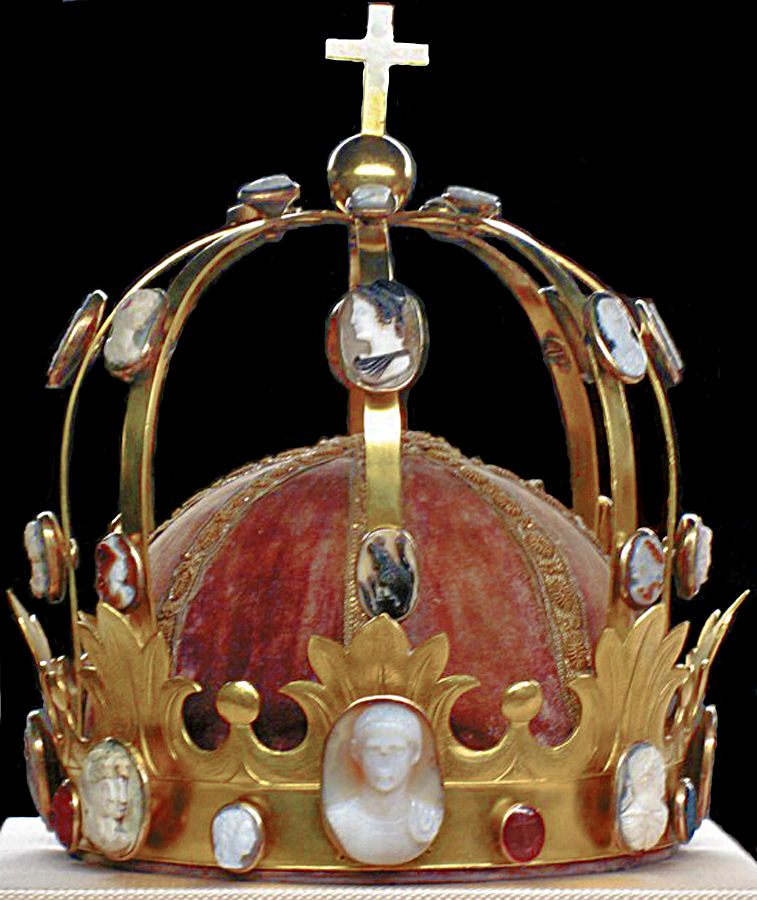
Die Kaiserkrone Napoleons I., angefertigt 1804, im Louvre
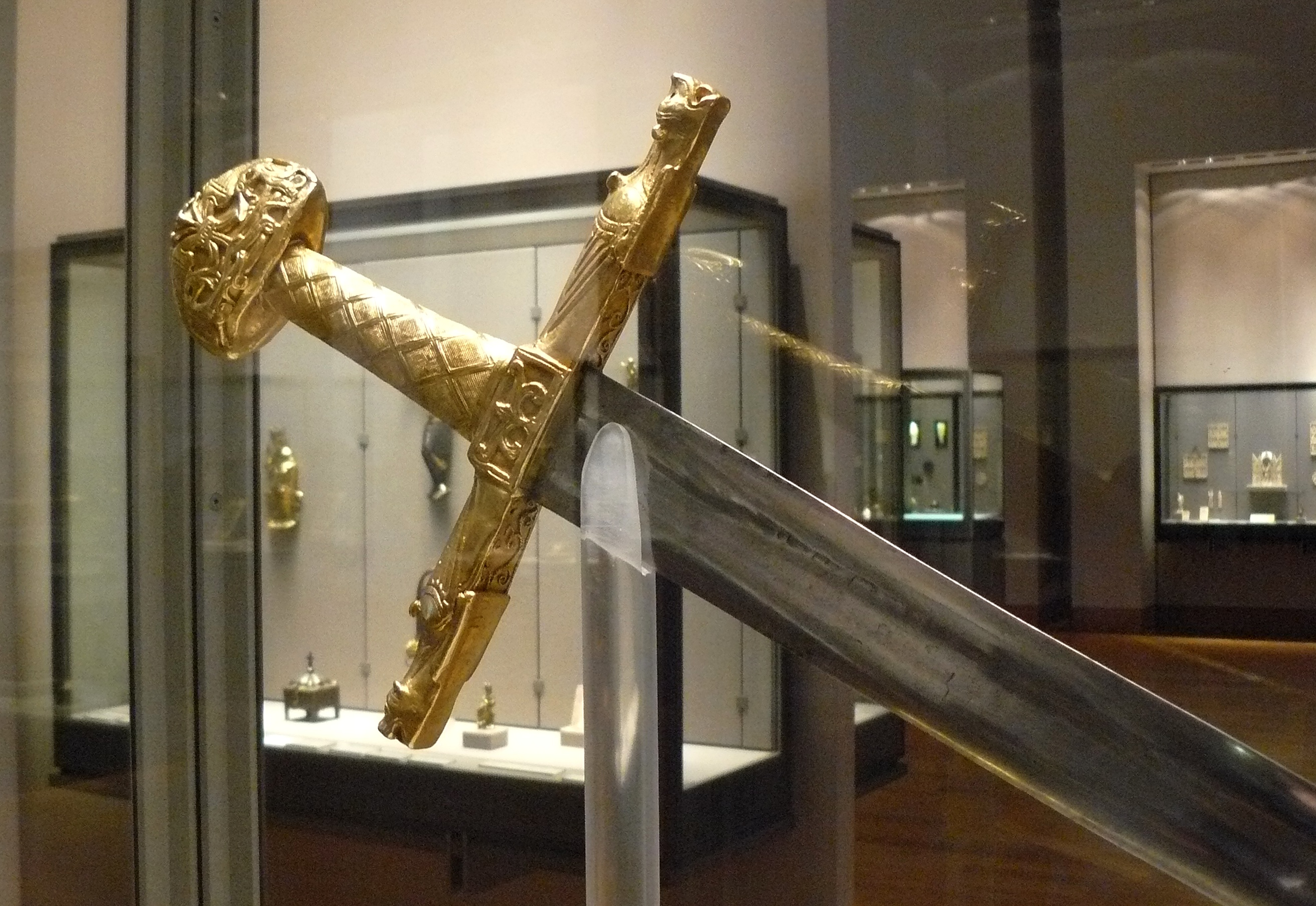
Joyeuse, das Schwert Karls des Großen, im Louvre